# توماس وول (سياسي)
توماس وول (بالإنجليزية: Thomas Wall)‏ هو شخصية أعمال وسياسي أمريكي، ولد في 4 مايو 1840. حزبياً، نشط في الحزب الديمقراطي. وقد انتخب عضو جمعية ولاية ويسكونسن.